# Linevitshia prima
Linevitshia prima är en tvåvingeart som beskrevs av Makarchenko 1987. Linevitshia prima ingår i släktet Linevitshia och familjen fjädermyggor. Inga underarter finns listade i Catalogue of Life.